# Jensenia spinosa
Jensenia spinosa é uma briophyta da família Pallaviciniaceae, endémica na vegetação africana, principalmente em Maurícia e em Reunião.